# St. Christophorus (Gerderath)

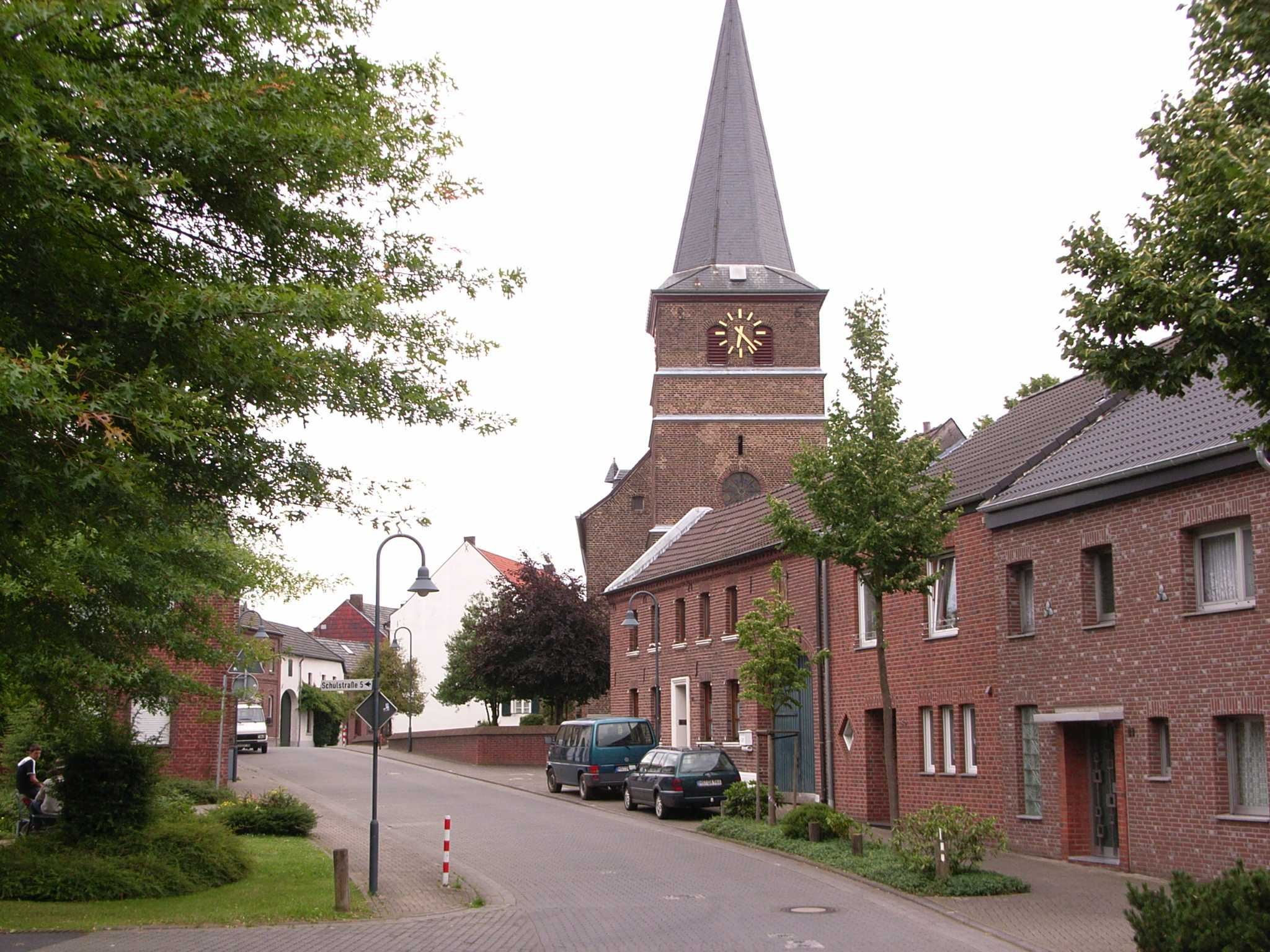
St. Christophorus

Die katholische Filialkirche St. Christophorus ist ein denkmalgeschütztes Kirchengebäude in Gerderath, einem Ort in Erkelenz im Kreis Heinsberg (Nordrhein-Westfalen).

## Geschichte und Architektur

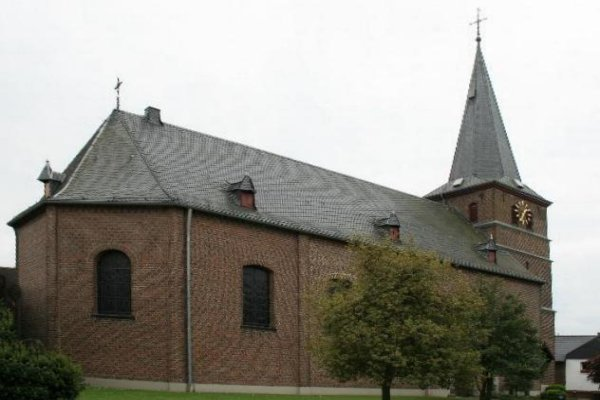
Choransicht

Der einfache Backsteinsaal wurde in den Jahren 1782/1783 unter Verwendung von Mauerresten des Vorgängerbaus errichtet. Der vorgestellte, viergeschossige Westturm mit achtseitiger Haube ist von 1786. Baumeister waren Lorenz Moll und Jakob Esser. Der dreiseitige Chorschluss wurde 1864 nach Plänen von Heinrich Nagelschmidt aus Köln angefügt. Im Innenraum wurde eine Spiegeldecke eingezogen. Die neugotische Ausstattung fügt sich harmonisch in den barocken Raum ein.
In der Zeit von November 1944 bis zum 27. Februar 1945 wurde das Kirchengebäude durch Kriegseinwirkungen beschädigt und anschließend unter der Leitung von Johann Bartz aus Heinsberg wiederhergestellt.
Seit 2010 ist Gerderath keine eigenständige Pfarrgemeinde mehr. Sie wurde mit einigen anderen ehemaligen Pfarreien zur Pfarre St. Lambertus Erkelenz fusioniert. Diese fusionierte wiederum 2015 mit der Pfarre St. Maria und Elisabeth Erkelenz zur neuen Großpfarre Christkönig Erkelenz.

## Ausstattung
- Ein Becken eines spätromanischen Taufsteins aus Namurer Blaustein aus dem 12./13. Jahrhundert. Es ist mit Reliefs und Palmetten zwischen vier Köpfen geschmückt. Der Messingdeckel ist vom 17. Jahrhundert, er wurde 1928 restauriert.
- Der Beichtstuhl und der Orgelprospekt wurden am Ende des 17. Jahrhunderts angefertigt.
- Über der Kanzel im Kirchenschiff ist am Missionskreuz ein maasländischer Kruzifixus aus Holz von der Mitte des 15. Jahrhunderts angebracht. Die Fassung ist verloren.
- Der Marienleuchter aus Schmiedeeisen wurde 1869 angefertigt, er hängt in der Mitte des Kirchensaales.
- Der geschnitzte Hochaltar mit hochaufstrebenden Elementen wurde 1867 von den Bildhauern Heinrich und Johann Bong aus Köln geschaffen. Es werden figürliche Darstellungen aus dem Leben Christi gezeigt: links die Geburt, rechts das Emmausmahl und mittig die Beweinung.
- Die beiden Seitenaltäre, Christophorus- und Marienaltar, von 1871 stammen ebenfalls aus der Werkstatt Bong.
- Die heute vorhanden zwölf Rundbogenfenster wurden 1953 nach den Vorlagen des Krefelder Malers Josef Strater gefertigt. Die zehn Fenster im Kirchenschiff bestehen aus farbigen Kreisornamenten (Antikglas und Blei). Die beiden Fenster im Chor stellen auf der linken Seite die Krönung Mariens und auf der rechten Seite Christi Himmelfahrt dar. Diese beiden Fenster sind aus buntem Antikglas, Blei und Schwarzlot gefertigt.
- Die  beschnitzte Kanzel ist mit den Darstellungen der vier Kirchenlehrer Ambrosius, Augustinus, Hieronimus und Gregorius geschmückt.
- In der Vorhalle steht ein Marienaltar mit dem Gnadenbild Unserer Lieben Frau von der immerwährenden Hilfe.

## Orgel
Spätestens 1695 hatte die Gerderather Kirchengemeinde bereits eine Orgel. Der Erbauer ist unbekannt.
1788 wurde die bestehende Orgel durch Maximilian Schauten d. Ä. aus Jülich erweitert.
Ein Umbau der Orgel in den romantischen Stil erfolgte 1877 auf die Initiative des Gerderather Vikars und Pfarrverwesers Franz Nekes. Hierbei wurde durch Joseph Koulen aus Heinsberg die ursprünglich einmanualige Orgel um ein weiteres Manual auf neun Register ergänzt.
Im Jahre 1928 wurde durch den Orgelbauer Josef Breuer aus Zülpich das einzige unabhängige Pedalregister, der Subbass 16‘, der Orgel hinzugefügt.
Nach reiflichen Überlegungen entschied man sich 1982, das Unternehmen Weimbs Orgelbau aus Hellenthal in der Eifel mit dem Rückbau der Orgel auf die vermutete Disposition von 1788 zu beauftragen. Der 1928 hinzugefügte Subbass 16‘ wurde beibehalten.
Die barocke Orgel ist mitteltönig gestimmt und verfügt heute über die folgende Disposition:
| Manual |                       |    |
| 1.     | Prinzipal             | 4′ |
| 2.     | Bourdon               | 8′ |
| 3.     | Flauto                | 4′ |
| 4.     | Cornett 3-fach        |    |
| 5.     | Octave                | 2′ |
| 6.     | Sesquialtera 2-fach   |    |
| 7.     | Mixtur 3-fach         | 1′ |
| 8.     | Trompete Bass/Diskant | 8′ |

| Pedal |         |     |
| 9.    | Subbass | 16′ |

- Koppeln: Manual/Pedal

## Geläute
Im Jahr 1954 erneuerte die Glockengießerei Otto aus Bremen-Hemelingen das durch die Glockenvernichtungen des Zweiten Weltkrieges dezimierte dreistimmige Geläut von Petit & Gebr. Edelbrock (Gescher in Westf.) aus dem 1922.

### Technische Daten
| Nr. | Name                | Guss- jahr | Gießer                  | Gewicht (kg) | Durchmesser (mm) | Nominal (16tel) | Audio |
| --- | ------------------- | ---------- | ----------------------- | ------------ | ---------------- | --------------- | ----- |
| 1   | Christophorusglocke | 1954       | Glockengießerei Otto    | 1.350        | 1.298            | dis1 -2         |       |
| 2   | Marienglocke        | 1954       | Glockengießerei Otto    | 830          | 1.097            | fis1 -1         |       |
| 3   | Josefsglocke        | 1954       | Glockengießerei Otto    | 590          | 977              | gis1 -2         |       |
| 4   | Michaelsglocke      | 1922       | Petit & Gebr. Edelbrock | 390          | 847              | ais1 +5         |       |

### Inschriften
| Nr. | Name                | Inschriften |
| --- | ------------------- | --- |
| 1   | Christophorusglocke | Ad honorem S. Christophori, Mart(yris) et Ecclesiae Par(ochiae) Patroni. State in fide! Redimite tempus! Quae sursum sunt sapite! (Zu Ehren des hl. Christophorus, des Märtyrers und Pfarrpatrons. Seid standhaft im Glauben! Nutzt die Zeit! Suchet, was oben ist!)                                                                               |
| 2   | Marienglocke        | Ad honorem B(eatae) Mariae V(irginis), immaculatae Reginae caeli et dioec. Aquisgrani Patronae. Sperate in Deum! Magnificate Dominum meum! Servite Domino cum laetitia! (Zu Ehren der seligen Jungfrau Maria, der unbefleckten Himmelskönigin und Patronin der Diözese Aachen. Hoffet auf Gott! Preist meinen Herrn! Dienet dem Herrn mit Freude!) |
| 3   | Josefsglocke        | Ad honorem S. Joseph, Sponsi B.M.V. et Eccl. Univ. Patroni. Sectamini caritatem! Opus justitiae pax! Venite et gustate coenam meam! (Zu Ehren des hl. Joseph, des Bräutigams der seligen Jungfrau Maria und des Patrons der Gesamtkirche. Gehet der Liebe nach! Friede ist das Werk der Gerechtigkeit! Kommt und kostet meine Speise!)             |
| 4   | Michaelsglocke      | paCatos honoro, reLICtos DepLoro, ChrIstUMqUe eXoro (1922) (Die Friedfertigen ehre ich, die Hinterlassenen beklage ich, und Christum anflehe ich.) Dono me ded(it) confraternitas St. Christophori (Als Geschenk gab mich die St.-Christophorus-Bruderschaft.)                                                                                     |

## Pfarrer
Folgende Priester wirkten bislang als Pfarrer an St. Christophorus:
- 1887–1914: Peter Wilhelm Josef Massen
- 1915–1920: Heinrich Küppers
- 1920–1926: Josef Brudermanns
- 1926–1950: Heinrich Beulen
- 1950–1967: Heinrich Weingartz
- 1967–1994: P. Anton Heinrich van Wiggen SDB
- 1995–2004: Bernhard Steffes
- 2004–2007: Dieter Plewnia
- 2007–2010: Werner Rombach